# 腊黄杜鹃
腊黄杜鹃（学名：Rhododendron subcerinum），为杜鹃花科杜鹃花属下的一个种。

## 扩展阅读
維基物種上的相關：腊黄杜鹃